# Campion Cycle Company

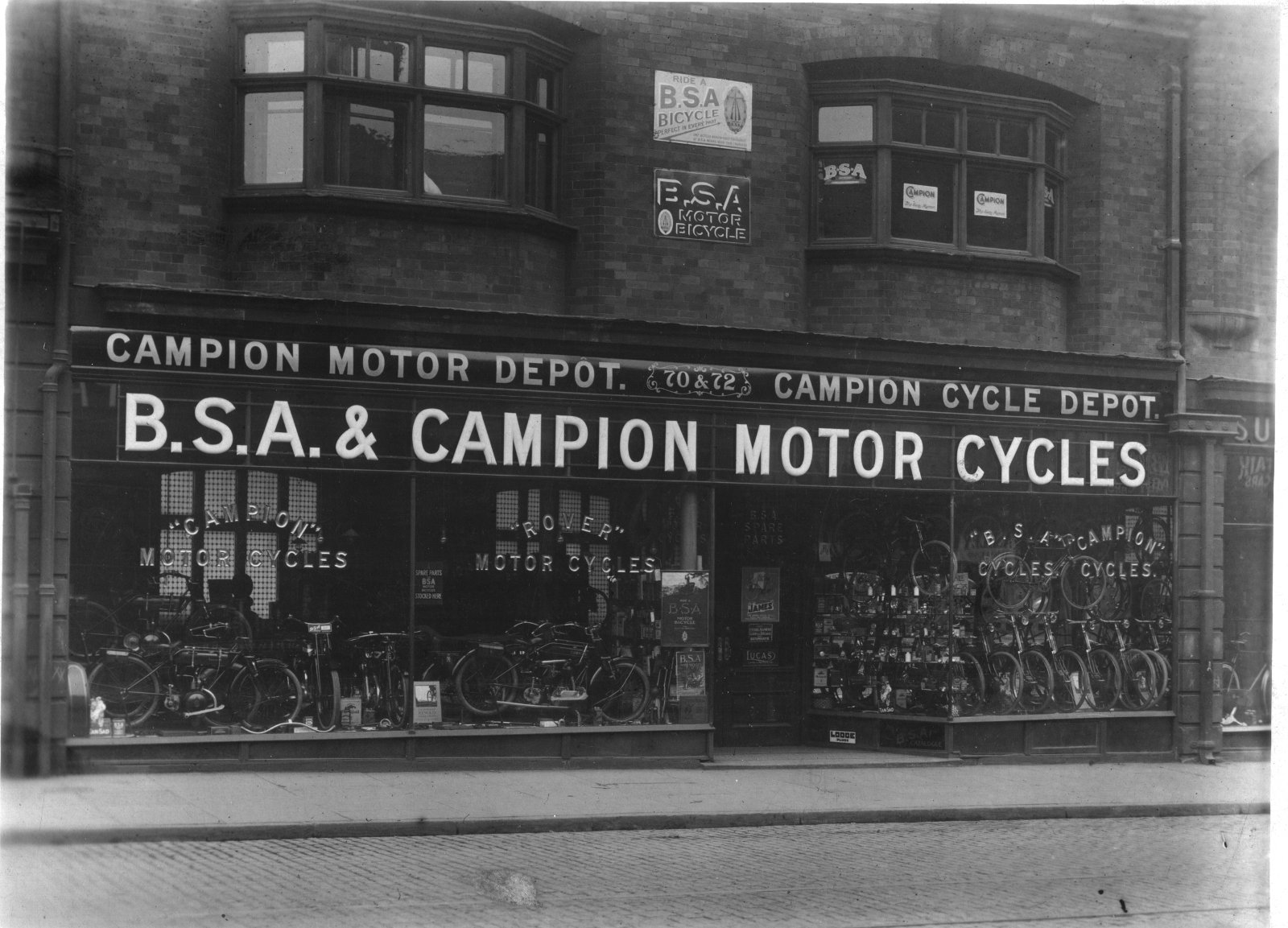
Almacén en el 70-72 de Renshaw st. Liverpool (hacia 1909)

Campion Cycle Company fue un fabricante británico de bicicletas, autociclos y motocicletas con sede en Nottingham, activo desde 1893 hasta 1926. En 1927 la compañía fue comprada por la empresa Currys.

## Motocicletas
Las motocicletas Campion usaron una gran variedad de motores bajo licencia, entre los que figuraban propulsores de las marcas Minerva, MMC, Fafnir, Precision, Villiers, Blackburne y JAP.
También suministraban bastidores a otras empresas.

## Autociclo Campion
El Cyclecar se fabricó solo durante 1913. Era impulsado por un motor JAP de dos cilindros en V, con una potencia de 8 hp. Utilizaba un sistema de transmisión por fricción, impulsando las ruedas traseras mediante una correa.